# Itsuki Oda
Itsuki Oda (japanisch 小田 逸稀 Oda Itsuki; * 16. Juli 1998 in der Präfektur Saga) ist ein japanischer Fußballspieler.

## Karriere
Oda erlernte das Fußballspielen in der Schulmannschaft der Higashi Fukuoka High School. Seinen ersten Vertrag unterschrieb er 2017 bei den Kashima Antlers. Der Verein spielte in der höchsten Liga des Landes, der J1 League. 2018 gewann er mit dem Verein die AFC Champions League. Für den Verein absolvierte er acht Erstligaspiele. 2020 wurde er an den Zweitligisten FC Machida Zelvia ausgeliehen. Für den J2-League-Zweitligisten absolvierte er 38 Zweitligaspiele. Die Saison 2021 wechselte er auf Leihbasis zum Zweitligisten JEF United Ichihara Chiba nach Ichihara. Für JEF absolvierte er 24 Zweitligaspiele. Nach der Ausleihe kehrte er Ende Januar 2022 zu den Antlers zurück. Nach insgesamt zehn Ligaspielen für die Antlers wechselte er im Januar 2023 zum ebenfalls in der ersten Liga spielenden Avispa Fukuoka. Am 4. November 2023 stand er mit Avispa im Finale des Ligapokals. Hier besiegte man die Urawa Red Diamonds mit 2:1.

## Erfolge
Kashima Antlers
- AFC-Champions-League-Sieger: 2018

Avispa Fukuoka
- Japanischer Ligapokalsieger: 2023